# Regensburger Schied

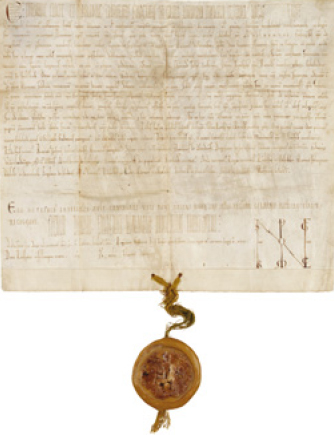
Regensburger Schied vom 13. Juli 1180

Der Regensburger Schied ist eine am 13. Juli 1180 auf einem Hoftag in Regensburg abgefasste Urkunde von Kaiser Friedrich I. Barbarossa. Das Original wird im Bayerischen Hauptstaatsarchiv in München aufbewahrt.

## Inhalt
Mit dem Regensburger Schied entzog Kaiser Friedrich I. Barbarossa dem bayerischen Herzog Heinrich dem Löwen die im Augsburger Schied von 1158 gewährten Rechte. Zoll und Markt München wurden dem Bischof Albert von Freising zugesprochen, dessen Vorgänger Otto vor dem Augsburger Schied an der Brücke von Föhring den Zoll für die Salzstraße erhoben hatte.
Die Urkunde wurde von einem Freisinger Schreiber unter der Aufsicht eines Mitarbeiters der Reichskanzlei als Empfängerausfertigung ins Reine geschrieben.

## Folgen
Der Regensburger Schied beeinflusste die Geschichte Münchens nicht so stark, wie zunächst erwartet wurde. So ist beispielsweise in den Schäftlarner Annalen geschrieben, dass Zoll und Markt wieder zurück nach Oberföhring verlegt und München zerstört würde. Stattdessen wurde der Bischof von Freising anstelle des bayerischen Herzogs Stadtherr von München, bis es den Wittelsbachern im 13. Jahrhundert gelang, München durch andere Zugeständnisse wieder für sich zurückzugewinnen. Der Brückenzoll an der Isarbrücke bei München wurde jedoch weiter vom Freisinger Bischof erhoben.

## Text und Übersetzung
| Latein | Deutsch |
| --- | --- |
| (C) In nomine sancte et individue trinitatis. | (C) Im Namen der heiligen und unteilbaren Dreifaltigkeit. |
| Fridericus dei gratia Romanorum imperator et semper augustus. | Friedrich, von Gottes Gnade Kaiser der Römer und allzeit erhabener Herrscher. |
| Que imperiali statuuntur auctoritate, litteris competit annotari, ne vel transeuntium temporum antiquitate in oblivionem deveniant vel pravorum hominum fraudulentis machinationibus indignam sui mutationem incurrant. | Was durch die Autorität des Kaisers festgelegt wird, soll auch schriftlich aufgezeichnet werden, damit es nicht im Wandel der Zeiten in Vergessenheit gerät oder durch trügerische Machenschaften schlechter Menschen eine unwürdige Veränderung erfährt. |
| Noverint igitur universi tam presentis quam postfuture etatis fideles imperii, qualiter dilectus noster Adilbertus Frisingensis episcopus ad maiestatis nostre presentiam accedens humiliter nobis conquerendo significavit, quod nobilis vir Hainricus de Bruneswic, quondam dux Bawarie et Saxonie, forum in Verigen cum ponte, quod ecclesia sua a longe retroactis temporibus quiete possederat, destruxerit et illud in villam Munichen violenter transtulerit. | Es mögen daher in Gegenwart und Zukunft alle Getreuen des Reiches wissen, dass unser geliebter Albert, Bischof von Freising, vor unserer Majestät erschienen ist und untertänig vor uns Klage geführt hat, daß der Edelmann Heinrich von Braunschweig, vormals Herzog von Bayern und Sachsen, den Markt mit der Brücke in Föhring, den seine Kirche seit uralten Zeiten ungestört in Besitz gehabt hatte, zerstört und ihn gewaltsam nach dem Ort München verlegt hat. |
| Cuius siquidem rei veritas etsi nostre constaret serenitati, ipse tamen eam septem legitimis testibus in nostra comprobavit audientia. | Die Wahrheit dieses Sachverhaltes stand zwar unserer Hoheit bereits fest, er hat sie aber auch noch vor unserem Gericht durch sieben gesetzliche Zeugen bewiesen. |
| Sunt autem hii: Chuonradus Salzpurgensis archiepiscopus, Chuono Ratisponensis episcopus, Bertoldus marchio Ystrie, Gebehardus comes de Sulzbach, Otto palatinus maior et frater eius Otto iunior, Fredericus burcgravius. | Diese sind: Konrad Erzbischof von Salzburg, Kuno Bischof von Regensburg, Bertold Markgraf von Istrien, Gebhard Graf von Sulzbach, Otto der Altere Pfalzgraf und sein Bruder Otto der Jüngere, Friedrich Burggraf. |
| Consequenter igitur super eadem causa a principibus curie nostre requisita sententia iudicatum est, quod prefati Hainrici factum temerarium in irritum ducere imperialis deberet auctoritas. | Infolgedessen wurde, da ein Urteil von den Fürsten unseres Hofgerichtes gefordert worden war, in dieser Sache entschieden, daß die kaiserliche Autorität die vermessene Tat des genannten Heinrich unwirksam zu machen habe. |
| Quocirca secundum iuris tenorem translationem predicti fori in vacuum revocantes ipsum forum cum ponte memorato fideli nostro episcopo Frisingensi suisque successoribus restituimus et presentis scripti privilegio eis et sue ecclesie in perpetuum confirmamus. | Wir widerrufen daher gemäß dem Wortlaut des Rechtsspruches die Verlegung des genannten Marktes, stellen ihn samt der erwähnten Brücke unserem getreuen Bischof von Freising und seinen Nachfolgern zurück und bestätigen dies ihnen und ihrer Kirche für immer durch diesen Freibrief. |
| Item ad instantem pretaxati venerabilis episcopi postulationem ex indulgentia imperialis clementie permisimus et benevolo approbavimus assensu, ut predia, quecumque sumptibus suis ipse conquisivit, pro libitu suo ecclesiis vel aliis religiosis locis seu ad altaria quelibet posset contradere et de eorundem prediorum reditibus pro suo arbitrio ordinare. | Des Weiteren haben wir auf die inständige Bitte des besagten ehrwürdigen Bischofs in kaiserlicher Huld und Gnade gestattet und wohlwollend zugestimmt, dass er Güter, die er auf eigene Kosten erworben hat, nach Belieben an Kirchen oder andere religiöse Stätten oder an Altäre übertragen und über die Einkünfte dieser Güter nach Gutdünken verfügen darf. |
| Et ut hec nostra constitutio in omne evum rata permaneat et inconvulsa, presentem paginam in memoriam facti conscribi fecimus et maiestatis nostre bulla communiri. | Damit dieser unser Beschluss unerschütterlich für alle Zeiten Geltung behalte, haben wir zum Gedächtnis daran diese Urkunde schreiben und mit unserer Majestät Siegel festigen lassen. |
| Testes huius rei: predictus Chuonradus archiepiscopus, Chuono Ratisponensis episcopus, Bertoldus marchio Ystrie, Otto palatinus maior, Otto palatinus iunior, Gebehardus comes de Sulzpach, Fredericus purcgravius. | Zeugen dafür sind: der vorgenannte Konrad Erzbischof, Kuno Bischof von Regensburg, Bertold Markgraf von Istrien, Otto der Ältere Pfalzgraf, Otto der Jüngere Pfalzgraf, Gebhard Graf von Sulzbach, Friedrich Burggraf. |
| Item alii testes qui eidem negotio intererant: Diepaldus Pataviensis Episcopus, Hainricus Curiensis electus, Gassidonius Mantuensis episcopus, Gotefridus cancellarius, Ruodolfus notarius, Romaritis prepositus Halverstatensis, Hainricus purcgravius, Siboto comes de Niuwenburc, Hainricus de Altendorf, Deginhart de Halenstain, Chuonrat purcgravius de Nuerenberc, Fridericus de Truhendingen et frater eius Albertus, Amelbreht de Lochhusen, Hainricus marschalchus de Papinhaim, Burchardus camerarius, Atzo camerarius, Regilo camerarius, Ruodolfus de Waldekke, Hainricus Felixpuer, Adilolt de Dornibach, Engilwan de Ahedorf et frater eius Hainricus, Ruodolfus de Riede, Hartwicus marschalcus, Berhtoldus de Richershusen, Sibot de Holzhusen, Wolfherus de Holzhusen. | Dazu als weitere Zeugen, die bei der gleichen Verhandlung zugegen waren: Diepold Bischof von Passau, Heinrich Erwählter von Chur, Gassidonius Bischof von Mantua, Gottfried Kanzler, Rudolf Notar, Romar Propst von Halberstadt, Heinrich Burggraf, Siboto Graf von Neuenburg, Heinrich von Altendorf, Degenhart von Hellenstein, Konrad Burggraf von Nürnberg, Friedrich von Trüdingen und sein Bruder Albert, Amelbrecht von Lochhausen, Heinrich Marschall von Pappenheim, Burkhard Kämmerer, Atzo Kämmerer, Regilo Kämmerer, Rudolf von Waldeck, Heinrich Seligskind, Adilolt von Dornbacb, Engilwan von Achdorf und sein Bruder Heinrich, Rudolf von Ried, Hartwig Marschall, Berthold von Reichertshausen, Sibot von Holzhausen, Wolfher von Holzhausen. |
| Ego Gotefridus imperialis aule cancellarius vice domni Christiani Moguntine sedis archiepiscopi, Germanie archicancellarii, recognovi. | Ich Gotfried, Kanzler des kaiserlichen Hofes, habe an Stelle des Herrn Christian Erzbischof von Mainz, Erzkanzlers von Germanien, nachgeprüft. |
| Signum domni Friderici Romanorum imperatoris invictissimi. (M) | Zeichen des Herrn Friedrich, des unbesiegten Kaisers der Römer. (Monogramm.) |
| Acta sunt hec anno ab incarnatione domini MCLXXX, indictione XIIIa, regnante Frederico Romanorum imperatore gloriosissimo, anno regni eius XXVIIII, imperii vero XXVI. | Geschehen ist dies im 1180. Jahr nach Christi Geburt, in der 13. Indiktion, unter der Regierung Friedrichs, des glorreichen Kaisers der Römer, im 29. Jahr seiner Regierung als König, im 26. als Kaiser. |
| Data Ratispone in sollempni curia, IIIo idus iulii, feliciter amen. | Gegeben zu Regensburg auf dem feierlichen Hoftag, am 13. Juli. In Glückseligkeit, amen. |